# André Liebich
André Leonard Liebich (* 5. Januar 1948 in London) ist ein britischer Politikwissenschaftler und Hochschullehrer.
André Leonard Liebich studierte und wurde promoviert in Harvard. Anschließend war er Professor an der University of Québec in Montréal und ist heute Professor am Hochschulinstitut für internationale Studien und Entwicklung. Er veröffentlichte Arbeiten über Zentral- und Osteuropa. Er gilt als Experte auf dem Gebiet der Geschichte der russischen Sozialdemokratie in Gestalt des Menschewismus.

## Schriften
- From the other shore. Russian social democracy after 1921 (= Harvard Historical Studies. Bd. 125). Harvard University Press, Cambridge, Mass. 1997, ISBN 0-674-32517-6.